# Дальний (Чукотский автономный округ)
Да́льний — бывший посёлок городского типа в Билибинском районе Чукотского автономного округа России.

## Географическое положение
Расположен на берегу реки Тополёвка в континентальной части Чукотки.
Расстояние до районного административного центра составляет 240 км, до города окружного значения — 810 км.
Через Дальний проходил автозимник Мандриково — Анюйск.

## История
Посёлок основан золотодобытчиками одноимённого прииска, созданного 1 июля 1978 года, входящего в состав Билибинского ГОКа.
Как и многие подобные поселения на Чукотке, находится в стадии ликвидации.
Улицы посёлка: Горняков, Зеленая, Набережная, Тополевая, Транспортная, Центральная.
В 1981 году в окрестностях посёлка был найден один из крупнейших в мире железных метеоритов, получивший название Билибино.

## Население
| 2002 | 2010 | 2011 | 2021 |
| ---- | ---- | ---- | ---- |
| 5    | ↘0   | ↗1   | ↘0   |

## Топографические карты
- Лист карты Q-57-V,VI. Масштаб: 1 : 200 000. Указать дату выпуска/состояния местности.